# Weblate

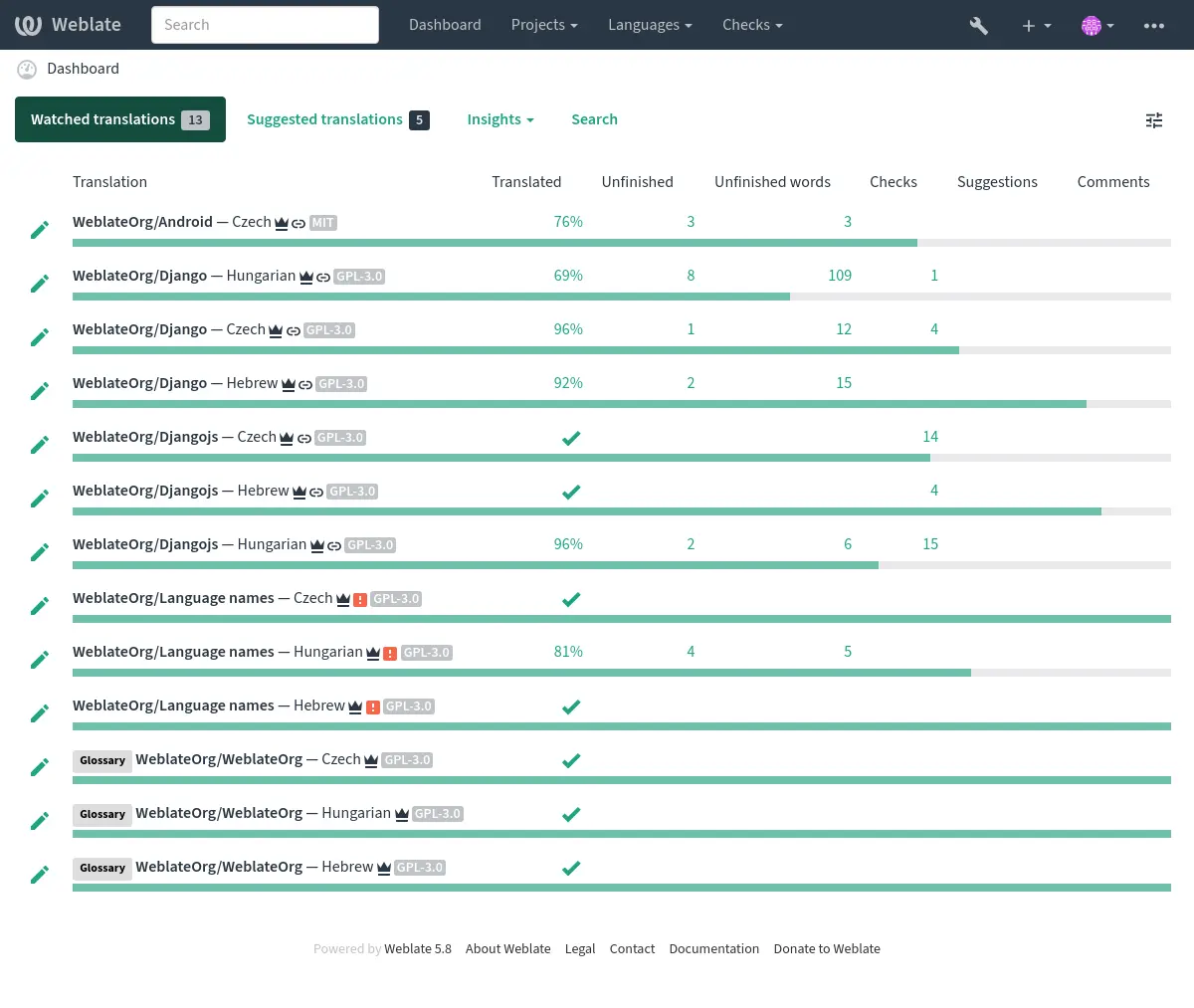

Weblate 是一个高度集成了版本控制功能的web-based翻译工具。它具有简单清晰的用户界面，各部分间翻译译文

## 项目目标
集成git且支持多种文件格式的网络翻译应用， 令翻译者易于贡献。
译文应当与源代码在同一代码库中并且翻译进程应当紧密跟随开发。
对重大冲突的解决不做计划并期望冲突应当优先在git方面解决。

## 项目名称
项目的名称是web（网络）和translate（翻译）的混成词。

## 项目网站
你可以在https://weblate.org/找到weblate，演示服务器在https://hosted.weblate.org/。文档在https://docs.weblate.org/。

## 著名案例
Weblate被用于翻译诸多自由软件和商业软件。自由软件项目包括：
- MyPaint [2]
- FreePBX [3]
- phpMyAdmin [4]
- Unknown Horizons [5]
- OpenPetra （页面存档备份，存于） [6]
- Aptoide [7]